# James Russo
James Vincent Russo (Nova Iorque, 23 de abril de 1953), conhecido profissionalmente como James Russo,  é um ator norte-americano, que apareceu em mais de 140 filmes nas últimas três décadas, geralmente em papéis coadjuvantes e de gangsters.

## Filmografia
- Vortex (1981)
- A Stranger Is Watching (1982)
- Fast Times at Ridgemont High (1982)
- Exposed (1983)
- Once Upon a Time in America (1984)
- Beverly Hills Cop (1984)
- The Cotton Club (1984)
- Extremities (1986)
- China Girl (1987)
- The Blue Iguana (1988)
- Freeway (1988)
- The Vineyard (1989)
- The Belt (1989)
- We're No Angels (1989)
- State of Grace (1990)
- A Kiss Before Dying (1991)
- Intimate Stranger (1991) (TV film)
- My Own Private Idaho (1991)
- Cold Heaven (1991)
- In the Shadow of a Killer (1992)
- Illicit Behavior (1992)
- Da Vinci's War (1993)
- Desperate Rescue: The Cathy Mahone Story (1993)
- Trauma (1993)
- Double Deception (1993)
- Dangerous Game (1993)
- Bad Girls (1994)
- The Set Up (1995)
- The Secretary (1995) (TV film)
- Panther (1995)
- Condition Red (1995)
- Livers Ain't Cheap (1996) (aka The Real Thing)
- American Strays (1996)
- No Way Home (1996)
- Small Time (1996)
- Laws of Deception (1997)
- Donnie Brasco  (1997)
- The Girl Gets Moe (1997) (aka Love to Kill)
- Under Oath (1997)
- The Postman (1997)
- Butter (1998) (aka Never 2 Big)
- Heist (1998)
- My Husband's Secret Life (1998) (TV film)
- Fait Accompli (1998) (aka Voodoo Dawn)
- Charades (1998) (aka Felons)
- Detour (1998)
- Sonic Impact (1999)
- The Unscarred (1999)
- BitterSweet (1999)
- Jimmy Zip (1999)
- The Ninth Gate (1999)
- Diamonds (1999)
- Hidden War (2000)
- Bad Guys (2000)
- Deep Core (2000)
- Paper Bullets (2000)
- Pendulum (2001)
- Double Deception (2001) (aka 24 Hours to Die)
- Shattered Lies (2002)
- The House Next Door (2002)
- Redemption (2002)
- My Daughter's Tears (2002)
- Stealing Sinatra (2003)
- A Good Night to Die (2003)
- Paris (2003)
- The Box (2003)
- Open Range (2003)
- Target (2004)
- Come as You Are (2005)
- Confessions of a Pit Fighter (2005)
- Cut Off (2006)
- All In (2006)
- Satanic (2006)
- One Among Us (2006)
- Broken Trail (2006) (TV film)
- Shut Up and Shoot! (2006)
- Blackwater Valley Exorcism (2006)
- Chill (2007)
- The Pink Conspiracy (2007)
- Blue Lake Massacre (2007)
- Machine (2007)
- The Hit (2007)
- On the Doll (2007)
- Little Red Devil (2008)
- Born of Earth (2008)
- Kings of the Evening (2008)
- Dark World (2008)
- Stiletto (2008)
- Deadwater (2008)
- Shoot First and Pray You Live (Because Luck Has Nothing to Do with It) (2008)
- Break (2009)
- Good God Bad Dog (2009)
- Public Enemies (2009)
- Never Surrender (2009)
- Taken by Force (2009)
- Charlie Valentine (2009)
- Dark Woods (2009)
- Dreams and Shadows (2009)
- Love Sick Diaries (2010)
- One in the Gun (2010)
- Boy Wonder (2010)
- 7E (2010)
- An American Hero (2010)
- Break (2010)
- Miss Bala (2011)
- Django Unchained (2012)
- Chavez Cage of Glory (2013)
- Perfect Sisters (2014)
- Black Mass (2015)
- Vigilante Diaries (2016)